# Championnat de Russie de football 2014-2015
Navigation
Édition précédente Édition suivante
La saison 2014-2015 de Premier-Liga est la vingt-troisième édition de la première division russe. C'est la quatrième édition à suivre un calendrier « automne-printemps » à cheval sur deux années civiles. Elle prend place du 1er août 2014 au 30 mai 2015.
Les seize meilleurs clubs du pays sont regroupés au sein d'une poule unique où ils s'affrontent à deux reprises, à domicile et à l'extérieur, pour un total de 240 matchs.
En fin de saison, le premier au classement est sacré champion de Russie et se qualifie directement pour la phase de groupes de la Ligue des champions 2015-2016, tandis que son dauphin se qualifie lui pour le troisième tour de qualification de cette même compétition. Le vainqueur de la Coupe de Russie 2014-2015 est quant à lui qualifié pour la phase de groupes de la Ligue Europa 2015-2016 tandis que le troisième et le quatrième du championnat prennent part au troisième de qualification de la compétition. La place du vainqueur de la Coupe peut éventuellement être réattribuée au cinquième du championnat si celui-ci est déjà qualifié pour une compétition européenne par le biais du championnat, ce qui est le cas cette saison. Dans le même temps, les deux derniers du classement sont directement relégués en deuxième division tandis que le treizième et le quatorzième doivent disputer un barrage de relégation face au troisième et au quatrième de cette même division.
Elle voit le Zénith Saint-Pétersbourg remporter son sixième titre de champion de Russie, et succéder au CSKA Moscou qui termine lui deuxième avec sept points de retard. Les deux se qualifient ainsi pour la Ligue des champions. Le FK Krasnodar complète quant à lui le podium en terminant troisième et se qualifie pour la Ligue Europa. Vainqueur de la Coupe de Russie, le Lokomotiv Moscou, qui a terminé septième, se qualifie également pour cette compétition. Le Dynamo Moscou, qui se classe quatrième, est quant à lui exclut de toutes compétitions européennes pour la saison prochaine et doit céder sa place au cinquième le Rubin Kazan. À l'autre bout du classement, l'Arsenal Toula termine dernier du championnat avec vingt-cinq points et est relégué. Il est accompagné du Torpedo Moscou, avant-dernier. L'Oural Iekaterinbourg et le FK Rostov se maintiennent quant à eux à l'issue des barrages de relégation face à Tom Tomsk et Tosno.

## Participants
CSKA Moscou
Dynamo Moscou
Lokomotiv Moscou
Spartak Moscou
Torpedo Moscou
Un total de seize équipes participent au championnat, douze d'entre elles étant déjà présentes la saison précédente, auxquelles s'ajoutent quatre promus de deuxième division que sont l'Arsenal Toula, le Mordovia Saransk, le FK Oufa et le Torpedo Moscou, qui remplacent l'Anji Makhatchkala, le Krylia Sovetov Samara, Tom Tomsk et le Volga Nijni Novgorod, relégués la saison précédente.
Parmi ces clubs, les quatre équipes moscovites du CSKA, du Dynamo du Lokomotiv et du Spartak sont les seuls à n'avoir jamais été relégués. En dehors de ceux-là, le Zénith Saint-Pétersbourg évolue continuellement dans l'élite depuis 1996 tandis que le Rubin Kazan (2003), l'Amkar Perm (2004), l'Akhmat Grozny (2008) et le FK Rostov (2009) sont présents depuis les années 2000.
Légende des couleurs
- Phase de groupes de la Ligue des champions 2014-2015
- Troisième tour de qualification de la Ligue des champions 2014-2015
- Barrages de la Ligue Europa 2014-2015
- Troisième tour de qualification de la Ligue Europa 2014-2015
- Deuxième tour de qualification de la Ligue Europa 2014-2015
- Promu de deuxième division 2013-2014

| Club                     | Présent depuis | Classement 2013-2014 | Entraîneur                      | Stade           | Capacité théorique |
| ------------------------ | -------------- | -------------------- | ------------------------------- | --------------- | ------------------ |
| CSKA Moscou              | 1992           | 1                    | Leonid Sloutski                 | Arena Khimki    | 18 636             |
| Zénith Saint-Pétersbourg | 1996           | 2                    | André Villas-Boas               | Stade Petrovski | 21 405             |
| Lokomotiv Moscou         | 1992           | 3                    | Igor Tcherevtchenko             | Stade Lokomotiv | 28 800             |
| Dynamo Moscou            | 1992           | 4                    | Stanislav Tchertchessov         | Arena Khimki    | 18 636             |
| FK Krasnodar             | 2011           | 5                    | Oleg Kononov                    | Stade Kouban    | 31 654             |
| Spartak Moscou           | 1992           | 6                    | Murat Yakin                     | Otkrytie Arena  | 45 360             |
| FK Rostov                | 2009           | 7                    | Kurban Berdyev                  | Olimp-2         | 15 843             |
| Kouban Krasnodar         | 2011           | 8                    | Andreï Sosnitski (en) (intérim) | Stade Kouban    | 31 654             |
| Rubin Kazan              | 2003           | 9                    | Rinat Bilialetdinov (en)        | Kazan-Arena     | 45 379             |
| Amkar Perm               | 2004           | 10                   | Gadji Gadjiev                   | Stade Zvezda    | 17 000             |
| Oural Iekaterinbourg     | 2013           | 11                   | Aleksandr Tarkhanov             | Stade central   | 27 000             |
| Terek Grozny             | 2008           | 12                   | Rashid Rahimov                  | Akhmad Arena    | 30 597             |
| Mordovia Saransk         | 2014           | 1 (D2)               | Iouri Siomine                   | Stade Start     | 11 613             |
| Arsenal Toula            | 2014           | 2 (D2)               | Dmitri Alenitchev               | Stade Arsenal   | 12 154             |
| Torpedo Moscou           | 2014           | 3 (D2)               | Valeri Petrakov                 | Stade Saturn    | 14 685             |
| FK Oufa                  | 2014           | 4 (D2)               | Igor Kolyvanov                  | Stade Dinamo    | 5 350              |

1. 1 2 3 4  N'est ici comptée que la période depuis la fondation du championnat russe en 1992, indépendamment de l'éventuelle présence dans l'ancien championnat soviétique dont il est le successeur.

### Changements d'entraîneur
| Club             | Entraîneur partant     | Motif du départ               | Date de départ    | Position   | Entraîneur arrivant             | Date d'arrivée    |
| ---------------- | ---------------------- | ----------------------------- | ----------------- | ---------- | ------------------------------- | ----------------- |
| Mordovia Saransk | Yuriy Maksymov (en)    | Consentement mutuel           | 18 mai 2014       | Pré-saison | Iouri Siomine                   | 28 mai 2014       |
| Spartak Moscou   | Dmitri Gounko          | Fin de contrat                | 1er juin 2014     | Pré-saison | Murat Yakin                     | 16 juin 2014      |
| Torpedo Moscou   | Aleksandr Borodiouk    | Fin de contrat                | 5 juin 2014       | Pré-saison | Nikolaï Savitchev (en)          | 19 juin 2014      |
| Amkar Perm       | Konstantin Paramonov   | Fin de l'intérim              | 17 juin 2014      | Pré-saison | Slavoljub Muslin                | 17 juin 2014      |
| Lokomotiv Moscou | Leonid Kuchuk          | Renvoi                        | 17 septembre 2014 | 9e         | Miodrag Božović                 | 4 octobre 2014    |
| FK Rostov        | Miodrag Božović        | Démission                     | 25 septembre 2014 | 14e        | Igor Gamoula (en)               | 25 septembre 2014 |
| Torpedo Moscou   | Nikolaï Savitchev (en) | Démission                     | 4 novembre 2014   | 15e        | Valeri Petrakov                 | 4 novembre 2014   |
| Kouban Krasnodar | Viktor Goncharenko     | Consentement mutuel           | 13 novembre 2014  | 5e         | Leonid Kuchuk                   | 17 novembre 2014  |
| Amkar Perm       | Slavoljub Muslin       | Renvoi                        | 9 décembre 2014   | 14e        | Gadji Gadjiev                   | 30 décembre 2014  |
| FK Rostov        | Igor Gamoula (en)      | Devient entraîneur des jeunes | 18 décembre 2014  | 16e        | Kurban Berdyev                  | 18 décembre 2014  |
| Lokomotiv Moscou | Miodrag Božović        | Démission                     | 11 mai 2015       | 7e         | Igor Tcherevtchenko             | 11 mai 2015       |
| Kouban Krasnodar | Leonid Kuchuk          | Consentement mutuel           | 25 mai 2015       | 5e         | Andreï Sosnitski (en) (intérim) | 25 mai 2015       |

## Compétition

### Règlement
Le classement est établi sur le barème classique de points (victoire à 3 points, match nul à 1, défaite à 0). Pour départager les équipes à égalité de points, on utilise les critères suivants :
1. Le nombre de matchs gagnés
2. Les confrontations directes (points, matchs gagnés, différence de buts, buts marqués, buts marqués à l'extérieur)
3. Différence de buts générale
4. Buts marqués (général)
5. Buts marqués à l'extérieur (général)
6. Position dans le championnat précédent ou match d'appui

### Classement
| Rang | Équipe                   | Pts | J  | G  | N  | P  | Bp | Bc | Diff |
| ---- | ------------------------ | --- | -- | -- | -- | -- | -- | -- | ---- |
| 1    | Zénith Saint-Pétersbourg | 67  | 30 | 20 | 7  | 3  | 58 | 17 | +41  |
| 2    | CSKA Moscou T            | 60  | 30 | 19 | 3  | 8  | 67 | 27 | +40  |
| 3    | FK Krasnodar             | 60  | 30 | 17 | 9  | 4  | 52 | 27 | +25  |
| 4    | Dynamo Moscou            | 50  | 30 | 14 | 8  | 8  | 53 | 36 | +17  |
| 5    | Rubin Kazan              | 48  | 30 | 13 | 9  | 8  | 39 | 33 | +6   |
| 6    | Spartak Moscou           | 44  | 30 | 12 | 8  | 10 | 42 | 42 | 0    |
| 7    | Lokomotiv Moscou C       | 43  | 30 | 11 | 10 | 9  | 31 | 25 | +6   |
| 8    | Mordovia Saransk P       | 38  | 30 | 11 | 5  | 14 | 22 | 43 | -21  |
| 9    | Terek Grozny             | 37  | 30 | 10 | 7  | 13 | 30 | 30 | 0    |
| 10   | Kuban Krasnodar          | 36  | 30 | 8  | 12 | 10 | 32 | 36 | -4   |
| 11   | Amkar Perm               | 32  | 30 | 8  | 8  | 14 | 25 | 42 | -17  |
| 12   | FK Oufa P                | 31  | 30 | 7  | 10 | 13 | 26 | 39 | -13  |
| 13   | Oural Iekaterinbourg     | 30  | 30 | 9  | 3  | 18 | 31 | 44 | -13  |
| 14   | FK Rostov                | 29  | 30 | 7  | 8  | 15 | 27 | 51 | -24  |
| 15   | Torpedo Moscou P         | 29  | 30 | 6  | 11 | 13 | 28 | 45 | -17  |
| 16   | Arsenal Toula P          | 25  | 30 | 7  | 4  | 19 | 20 | 46 | -26  |

|  | Qualification pour la Ligue des champions de l'UEFA 2015-2016           |
|  | Qualification pour la Ligue Europa 2015-2016                            |
|  | Participation au barrage de promotion-relégation                        |
|  | Relégation en deuxième division                                         |
|  | T : Tenant du titre C : Vainqueur de la Coupe de Russie P : Promu de D2 |

### Résultats
| Résultats (▼dom., ►ext.)                                   | AMP | ARS | CSK | DYN | FKK | KUB | LKM | MOR | OUF | OUR | ROS | RUB | SPA | TGR | TPM | ZSP |
| Amkar Perm                                                 |     | 0-1 | 1-0 | 2-0 | 1-2 | 1-0 | 1-1 | 0-1 | 0-1 | 2-1 | 2-0 | 0-3 | 2-0 | 2-1 | 0-0 | 1-0 |
| Arsenal Toula                                              | 4-0 |     | 1-4 | 1-2 | 0-3 | 0-1 | 0-2 | 0-1 | 0-1 | 1-2 | 1-1 | 0-0 | 1-0 | 1-1 | 1-3 | 0-4 |
| CSKA Moscou                                                | 2-1 | 2-1 |     | 1-2 | 1-1 | 6-0 | 1-0 | 4-0 | 5-0 | 3-1 | 6-0 | 3-0 | 0-1 | 1-0 | 4-1 | 0-1 |
| Dynamo Moscou                                              | 5-0 | 2-2 | 1-0 |     | 1-1 | 2-2 | 2-2 | 2-1 | 3-1 | 2-0 | 7-3 | 0-2 | 1-2 | 3-0 | 0-0 | 0-1 |
| FK Krasnodar                                               | 1-1 | 3-0 | 2-1 | 0-2 |     | 3-2 | 1-0 | 4-0 | 0-2 | 1-1 | 2-1 | 2-0 | 4-0 | 2-0 | 2-2 | 2-2 |
| Kuban Krasnodar                                            | 1-0 | 5-1 | 0-1 | 1-2 | 1-1 |     | 2-1 | 0-0 | 2-0 | 0-2 | 2-2 | 2-1 | 3-3 | 1-0 | 1-1 | 0-0 |
| Lokomotiv Moscou                                           | 3-1 | 0-1 | 1-3 | 4-2 | 0-0 | 1-1 |     | 1-1 | 0-0 | 1-0 | 2-1 | 3-0 | 1-0 | 2-1 | 2-0 | 0-1 |
| Mordovia Saransk                                           | 1-0 | 1-0 | 0-1 | 0-1 | 2-1 | 0-0 | 0-0 |     | 0-2 | 2-1 | 0-0 | 0-1 | 1-3 | 1-0 | 1-0 | 1-0 |
| FK Oufa                                                    | 1-1 | 0-1 | 3-3 | 0-2 | 0-2 | 3-2 | 1-0 | 1-2 |     | 0-1 | 0-0 | 1-1 | 1-2 | 0-1 | 1-1 | 1-1 |
| FK Oural Iekaterinbourg                                    | 1-0 | 1-0 | 3-4 | 2-1 | 1-1 | 0-1 | 2-0 | 2-3 | 1-1 |     | 0-1 | 1-3 | 2-0 | 0-1 | 0-2 | 1-2 |
| FK Rostov                                                  | 1-1 | 0-1 | 1-1 | 2-2 | 0-2 | 2-1 | 0-1 | 2-1 | 2-0 | 1-0 |     | 1-2 | 2-1 | 0-1 | 1-0 | 0-5 |
| Rubin Kazan                                                | 1-1 | 1-0 | 2-1 | 1-1 | 1-2 | 1-0 | 1-1 | 5-0 | 1-1 | 2-1 | 2-0 |     | 0-4 | 2-1 | 2-1 | 0-1 |
| Spartak Moscou                                             | 3-3 | 2-0 | 0-4 | 1-0 | 1-3 | 1-1 | 1-1 | 4-2 | 1-2 | 2-0 | 1-1 | 1-0 |     | 1-1 | 3-1 | 1-1 |
| Terek Grozny                                               | 4-0 | 3-0 | 1-2 | 0-0 | 0-1 | 0-0 | 0-0 | 1-0 | 1-0 | 1-3 | 2-1 | 1-1 | 4-2 |     | 0-1 | 1-2 |
| Torpedo Moscou                                             | 1-1 | 0-1 | 0-2 | 1-3 | 0-3 | 0-0 | 0-1 | 2-0 | 2-2 | 3-1 | 2-1 | 2-2 | 0-1 | 0-0 |     | 1-1 |
| Zénith Saint-Pétersbourg                                   | 2-0 | 1-0 | 2-1 | 3-2 | 4-0 | 1-0 | 1-0 | 5-0 | 1-0 | 3-0 | 3-0 | 1-1 | 0-0 | 1-3 | 8-1 |     |
| - Victoire à domicile - Match nul - Victoire à l'extérieur |     |     |     |     |     |     |     |     |     |     |     |     |     |     |     |     |

### Barrage de relégation
Le treizième et le quatorzième du championnat affrontent respectivement le quatrième et le troisième de la deuxième division à la fin de la saison dans le cadre d'un barrage aller-retour.
L'Oural Iekaterinbourg parvient à se défaire du Tom Tomsk à la faveur d'une victoire 1-0 à l'extérieur suivi d'un match nul 0-0 à domicile et se maintient en première division. De même pour le FK Rostov qui l'emporte également 1-0 sur la pelouse du FK Tosno avant d'assurer son maintien avec une large victoire 4-1 chez lui. 
| Équipe 1       | Résultat | Équipe 2             | Aller | Retour |
| -------------- | -------- | -------------------- | ----- | ------ |
| Tom Tomsk (D2) | 0 - 1    | Oural Iekaterinbourg | 0 - 1 | 0 - 0  |
| FK Tosno (D2)  | 1 - 5    | FK Rostov            | 0 - 1 | 1 - 4  |

| 3 juin 2015 | Tom Tomsk (D2) | 0 - 1 | (D1) Oural Iekaterinbourg | Stade Troud, Tomsk                             |                                                |
|             |                |       | 83e Stavpets (en)         | Spectateurs : 5 519 Arbitrage : Sergueï Ivanov | Spectateurs : 5 519 Arbitrage : Sergueï Ivanov |
|             | Rapport        |       |                           | Spectateurs : 5 519 Arbitrage : Sergueï Ivanov | Spectateurs : 5 519 Arbitrage : Sergueï Ivanov |

| 7 juin 2015 | Oural Iekaterinbourg (D1) | 0 - 0 | (D2) Tom Tomsk | Stade Geolog, Tioumen                                |
|             |                           |       |                | Spectateurs : 1 840 Arbitrage : Vladislav Bezborodov |
|             | Rapport                   |       |                |                                                      |

| 3 juin 2015 | FK Tosno (D2) | 0 - 1 | (D1) FK Rostov | Stade Kirovets, Tikhvine                       |                                                |
|             |               |       | 88e Boukharov  | Spectateurs : 3 100 Arbitrage : Mikhaïl Vilkov | Spectateurs : 3 100 Arbitrage : Mikhaïl Vilkov |
|             | Rapport       |       |                | Spectateurs : 3 100 Arbitrage : Mikhaïl Vilkov | Spectateurs : 3 100 Arbitrage : Mikhaïl Vilkov |

| 7 juin 2015 | FK Rostov (D1)                         | 4 - 1 | (D2) FK Tosno | Olimp-2, Rostov-sur-le-Don                        |                                                   |
|             | Diakov 39e 59e 61e (pen.) · Azmoun 89e |       | 6e Prokofiev  | Spectateurs : 15 025 Arbitrage : Sergueï Karassev | Spectateurs : 15 025 Arbitrage : Sergueï Karassev |
|             | Rapport                                |       |               | Spectateurs : 15 025 Arbitrage : Sergueï Karassev | Spectateurs : 15 025 Arbitrage : Sergueï Karassev |

## Statistiques

### Domicile et extérieur
| Rang | Équipe                   | Pts | J  | G  | N | P  | Bp | Bc | Diff |
| ---- | ------------------------ | --- | -- | -- | - | -- | -- | -- | ---- |
| 1    | Zénith Saint-Pétersbourg | 38  | 15 | 12 | 2 | 1  | 36 | 8  | +28  |
| 2    | CSKA Moscou              | 34  | 15 | 11 | 1 | 3  | 39 | 9  | +30  |
| 3    | FK Krasnodar             | 31  | 15 | 9  | 4 | 2  | 29 | 14 | +15  |
| 4    | Lokomotiv Moscou         | 28  | 15 | 8  | 4 | 3  | 21 | 12 | +9   |
| 5    | Rubin Kazan              | 28  | 15 | 8  | 4 | 3  | 22 | 15 | +7   |
| 6    | Amkar Perm               | 26  | 15 | 8  | 2 | 5  | 15 | 11 | +4   |
| 7    | Dynamo Moscou            | 26  | 15 | 7  | 5 | 3  | 31 | 17 | +14  |
| 8    | Mordovia Saransk         | 24  | 15 | 7  | 3 | 5  | 10 | 10 | 0    |
| 9    | Spartak Moscou           | 24  | 15 | 6  | 6 | 3  | 23 | 20 | +3   |
| 10   | Kuban Krasnodar          | 24  | 15 | 6  | 6 | 3  | 21 | 15 | +6   |
| 11   | Terek Grozny             | 22  | 15 | 6  | 4 | 5  | 19 | 13 | +6   |
| 12   | FK Rostov                | 21  | 15 | 6  | 3 | 6  | 15 | 19 | -4   |
| 13   | FK Oural Iekaterinbourg  | 17  | 15 | 5  | 2 | 8  | 17 | 20 | -3   |
| 14   | Torpedo Moscou           | 15  | 15 | 3  | 6 | 6  | 14 | 19 | -5   |
| 15   | FK Oufa                  | 12  | 15 | 2  | 6 | 7  | 13 | 20 | -7   |
| 16   | Arsenal Toula            | 9   | 15 | 2  | 3 | 10 | 11 | 25 | -14  |

| Rang | Équipe                   | Pts | J  | G | N | P  | Bp | Bc | Diff |
| ---- | ------------------------ | --- | -- | - | - | -- | -- | -- | ---- |
| 1    | Zénith Saint-Pétersbourg | 29  | 15 | 8 | 5 | 2  | 22 | 9  | +13  |
| 2    | FK Krasnodar             | 29  | 15 | 8 | 5 | 2  | 23 | 13 | +10  |
| 3    | CSKA Moscou              | 26  | 15 | 8 | 2 | 5  | 28 | 18 | +10  |
| 4    | Dynamo Moscou            | 24  | 15 | 7 | 3 | 5  | 22 | 19 | +3   |
| 5    | Spartak Moscou           | 20  | 15 | 6 | 2 | 7  | 19 | 22 | -3   |
| 6    | Rubin Kazan              | 20  | 15 | 5 | 5 | 5  | 17 | 18 | -1   |
| 7    | FK Oufa                  | 19  | 15 | 5 | 4 | 6  | 13 | 19 | -6   |
| 8    | Arsenal Toula            | 16  | 15 | 5 | 1 | 9  | 9  | 21 | -12  |
| 9    | Terek Grozny             | 15  | 15 | 4 | 3 | 8  | 11 | 17 | -6   |
| 10   | Lokomotiv Moscou         | 15  | 15 | 3 | 6 | 6  | 10 | 13 | -3   |
| 11   | Mordovia Saransk         | 14  | 15 | 4 | 2 | 9  | 12 | 33 | -21  |
| 12   | Torpedo Moscou           | 14  | 15 | 3 | 5 | 7  | 14 | 26 | -12  |
| 13   | FK Oural Iekaterinbourg  | 13  | 15 | 4 | 1 | 10 | 14 | 24 | -10  |
| 14   | Kuban Krasnodar          | 12  | 15 | 2 | 6 | 7  | 11 | 21 | -10  |
| 15   | FK Rostov                | 8   | 15 | 1 | 5 | 9  | 12 | 32 | -20  |
| 16   | Amkar Perm               | 6   | 15 | 0 | 6 | 9  | 10 | 31 | -21  |

### Évolution du classement
| Journées →       | 1          | 2  | 3  | 4  | 5  | 6  | 7  | 8  | 9  | 10 | 11 | 12 | 13 | 14 | 15 | 16 | 17 | 18 | 19 | 20 | 21 | 22 | 23 | 24 | 25 | 26 | 27 | 28 | 29 | 30 | En tête | Relégable |   |    |  |
| ---------------- | ---------- | -- | -- | -- | -- | -- | -- | -- | -- | -- | -- | -- | -- | -- | -- | -- | -- | -- | -- | -- | -- | -- | -- | -- | -- | -- | -- | -- | -- | -- | ------- | --------- | - | -- |  |
| Journées →       | Zénith S-P | 2  | 1  | 1  | 1  | 1  | 1  | 1  | 1  | 1  | 1  | 1  | 1  | 1  | 1  | 1  | 1  | 1  | 1  | 1  | 1  | 1  | 1  | 1  | 1  | 1  | 1  | 1  | 1  | 1  | En tête | Relégable | 1 | 29 |  |
| CSKA Moscou      | 5          | 3  | 2  | 4  | 7  | 6  | 3  | 3  | 2  | 2  | 2  | 2  | 2  | 4  | 3  | 2  | 2  | 2  | 2  | 2  | 2  | 3  | 3  | 3  | 3  | 3  | 3  | 2  | 2  | 2  |         |           |   |    |  |
| FK Krasnodar     | 8          | 10 | 6  | 5  | 4  | 7  | 7  | 7  | 6  | 5  | 3  | 3  | 3  | 2  | 2  | 3  | 4  | 4  | 4  | 3  | 3  | 2  | 2  | 2  | 2  | 2  | 2  | 3  | 3  | 3  |         |           |   |    |  |
| Dynamo Moscou    | 1          | 7  | 5  | 3  | 3  | 2  | 4  | 2  | 3  | 3  | 5  | 7  | 6  | 3  | 4  | 4  | 3  | 3  | 3  | 5  | 5  | 4  | 4  | 4  | 4  | 4  | 4  | 4  | 4  | 4  | 1       |           |   |    |  |
| Rubin Kazan      | 14         | 13 | 11 | 12 | 9  | 10 | 8  | 9  | 8  | 8  | 6  | 6  | 9  | 9  | 9  | 9  | 7  | 6  | 6  | 4  | 4  | 5  | 5  | 5  | 5  | 5  | 5  | 5  | 5  | 5  |         | 2         |   |    |  |
| Spartak Moscou   | 3          | 2  | 4  | 2  | 2  | 5  | 2  | 5  | 7  | 7  | 8  | 9  | 8  | 5  | 6  | 6  | 6  | 7  | 7  | 6  | 6  | 7  | 7  | 6  | 6  | 6  | 6  | 6  | 6  | 6  |         |           |   |    |  |
| Lokomotiv Moscou | 9          | 6  | 3  | 6  | 8  | 8  | 9  | 10 | 9  | 9  | 9  | 8  | 7  | 8  | 5  | 5  | 5  | 5  | 5  | 7  | 7  | 6  | 6  | 7  | 7  | 7  | 7  | 7  | 7  | 7  |         |           |   |    |  |
| Mordovia Saransk | 7          | 8  | 9  | 9  | 11 | 9  | 10 | 8  | 10 | 11 | 12 | 11 | 10 | 10 | 10 | 10 | 10 | 10 | 10 | 10 | 10 | 10 | 10 | 11 | 10 | 10 | 9  | 9  | 8  | 8  |         |           |   |    |  |
| Terek Grozny     | 4          | 4  | 8  | 8  | 6  | 4  | 6  | 6  | 5  | 6  | 7  | 4  | 4  | 6  | 8  | 8  | 9  | 9  | 9  | 9  | 9  | 9  | 9  | 9  | 9  | 8  | 8  | 8  | 9  | 9  |         |           |   |    |  |
| Kouban Krasnodar | 6          | 5  | 7  | 7  | 5  | 3  | 5  | 4  | 4  | 4  | 4  | 5  | 5  | 7  | 7  | 7  | 8  | 8  | 8  | 8  | 8  | 8  | 8  | 8  | 8  | 9  | 10 | 10 | 10 | 10 |         |           |   |    |  |
| Amkar Perm       | 15         | 14 | 14 | 14 | 15 | 12 | 12 | 12 | 12 | 12 | 10 | 10 | 11 | 11 | 11 | 12 | 12 | 12 | 12 | 13 | 14 | 16 | 14 | 15 | 15 | 13 | 13 | 11 | 11 | 11 |         | 13        |   |    |  |
| FK Oufa          | 11         | 9  | 10 | 11 | 13 | 11 | 11 | 11 | 11 | 10 | 11 | 12 | 12 | 12 | 12 | 11 | 11 | 11 | 11 | 11 | 11 | 13 | 16 | 14 | 12 | 12 | 12 | 14 | 12 | 12 |         | 5         |   |    |  |
| FK Oural         | 10         | 11 | 12 | 13 | 14 | 15 | 15 | 14 | 14 | 13 | 13 | 13 | 13 | 13 | 13 | 13 | 14 | 14 | 14 | 12 | 13 | 11 | 11 | 12 | 13 | 14 | 14 | 13 | 14 | 13 |         | 23        |   |    |  |
| FK Rostov        | 13         | 12 | 13 | 15 | 10 | 13 | 13 | 15 | 15 | 15 | 15 | 14 | 14 | 15 | 15 | 15 | 16 | 16 | 16 | 16 | 15 | 12 | 12 | 10 | 11 | 11 | 11 | 12 | 13 | 14 |         | 21        |   |    |  |
| Torpedo Moscou   | 12         | 16 | 16 | 10 | 12 | 14 | 14 | 13 | 13 | 14 | 14 | 15 | 15 | 14 | 14 | 14 | 13 | 13 | 13 | 14 | 12 | 14 | 15 | 16 | 16 | 16 | 16 | 16 | 15 | 15 |         | 26        |   |    |  |
| Arsenal Toula    | 16         | 15 | 15 | 16 | 16 | 16 | 16 | 16 | 16 | 16 | 16 | 16 | 16 | 16 | 16 | 16 | 15 | 15 | 15 | 15 | 16 | 15 | 13 | 13 | 14 | 15 | 15 | 15 | 16 | 16 |         | 30        |   |    |  |

| Rang | Joueur            | Club                     | Buts | Pén. |
| ---- | ----------------- | ------------------------ | ---- | ---- |
| 1    | Hulk              | Zénith Saint-Pétersbourg | 15   | 3    |
| 2    | Salomón Rondón    | Zénith Saint-Pétersbourg | 13   | 0    |
| 2    | Roman Eremenko    | CSKA Moscou              | 13   | 0    |
| 2    | Quincy Promes     | Spartak Moscou           | 13   | 0    |
| 5    | Bibras Natkho     | CSKA Moscou              | 12   | 7    |
| 6    | Igor Portniaguine | Rubin Kazan              | 11   | 0    |
| 7    | Ahmed Musa        | CSKA Moscou              | 10   | 0    |
| 8    | Kevin Kurányi     | Dynamo Moscou            | 10   | 3    |
| 9    | Alekseï Ionov     | Dynamo Moscou            | 9    | 0    |
| 10   | Mauricio Pereyra  | FK Krasnodar             | 9    | 1    |

| Rang | Joueur           | Club                     | Passes |
| ---- | ---------------- | ------------------------ | ------ |
| 1    | Mathieu Valbuena | Dynamo Moscou            | 11     |
| 2    | Danny            | Zénith Saint-Pétersbourg | 8      |
| 2    | Ahmed Musa       | CSKA Moscou              | 8      |
| 4    | Maciej Rybus     | Terek Grozny             | 7      |
| 5    | Ari              | FK Krasnodar             | 6      |
| 5    | Balázs Dzsudzsák | Dynamo Moscou            | 6      |
| 5    | Mário Fernandes  | CSKA Moscou              | 6      |
| 5    | Hulk             | Zénith Saint-Pétersbourg | 6      |
| 5    | Bibras Natkho    | CSKA Moscou              | 6      |
| 5    | Marcinho (en)    | FK Oufa                  | 6      |

## Les 33 meilleurs joueurs de la saison
À l'issue de la saison, la fédération russe de football désigne les 33 meilleurs joueurs du championnat (ru).
Gardien
1. Igor Akinfeïev (CSKA Moscou)
2. Iouri Lodyguine (Zénith Saint-Pétersbourg)
3. Sergueï Ryjikov (Rubin Kazan)

Arrière droit
1. Mário Fernandes (CSKA Moscou)
2. Igor Smolnikov (Zénith Saint-Pétersbourg)
3. Vitali Kalechine (en) (FK Krasnodar)

Défenseur central droit
1. Ezequiel Garay (Zénith Saint-Pétersbourg)
2. Vassili Bérézoutski (CSKA Moscou)
3. Vedran Ćorluka (Lokomotiv Moscou)

Défenseur central gauche
1. Nicolas Lombaerts (Zénith Saint-Pétersbourg)
2. Sergueï Ignachevitch (CSKA Moscou)
3. Andreas Granqvist (FK Krasnodar)

Arrière gauche
1. Domenico Criscito (Zénith Saint-Pétersbourg)
2. Dmitri Kombarov (Spartak Moscou)
3. Elmir Nabiullin (Rubin Kazan)

Milieu défensif
1. Bibras Natkho (CSKA Moscou)
2. Javi García (Zénith Saint-Pétersbourg)
3. Odil Ahmedov (FK Krasnodar)

Milieu droit
1. Oleg Chatov (Zénith Saint-Pétersbourg)
2. Quincy Promes (Spartak Moscou)
3. Zoran Tošić (CSKA Moscou)

Milieu central
1. Roman Eremenko (CSKA Moscou)
2. Mathieu Valbuena (Dynamo Moscou)
3. Roman Chirokov (Spartak Moscou/FK Krasnodar)

Milieu gauche
1. Danny (Zénith Saint-Pétersbourg)
2. Pavel Mamaïev (FK Krasnodar)
3. Alan Dzagoïev (CSKA Moscou)

Attaquant droit
1. Hulk (Zénith Saint-Pétersbourg)
2. Igor Portniaguine (Rubin Kazan)
3. Ahmed Musa (CSKA Moscou)

Attaquant gauche
1. Ari (FK Krasnodar)
2. Salomón Rondón (Zénith Saint-Pétersbourg)
3. Fiodor Smolov (Dynamo Moscou/Oural Iekaterinbourg)

## Bilan de la saison
| Championnat de Russie de football 2014-2015                        |                                     |
| Champion                                                           | Zénith Saint-Pétersbourg (4e titre) |
| Coupes et trophées                                                 |                                     |
| Vainqueur de la Coupe de Russie 2014-2015                          | Lokomotiv Moscou                    |
| Qualifications continentales                                       |                                     |
| Ligue des champions de l'UEFA 2014-2015                            | Zénith Saint-Pétersbourg            |
| Ligue des champions de l'UEFA 2014-2015                            | CSKA Moscou                         |
| Ligue Europa 2014-2015                                             | Lokomotiv Moscou                    |
| Ligue Europa 2014-2015                                             | FK Krasnodar                        |
| Ligue Europa 2014-2015                                             | FK Rubin Kazan                      |
| Promotions et relégations                                          |                                     |
| Promus en Championnat de Russie de football                        | Krylia Sovetov Samara               |
| Promus en Championnat de Russie de football                        | Anzhi Makhachkala                   |
| Relégués en Championnat de Russie de football de deuxième division | Arsenal Toula                       |
| Relégués en Championnat de Russie de football de deuxième division | FK Torpedo Moscou                   |